# Степанов Роман Анатолійович
Роман Анатолійович Степанов (нар. 21 січня 1986) — український футболіст, що грає на позиції нападника. Відомий за виступами у низці українських команд різних ліг, грав також за білоруський клуб «Динамо» з Берестя.

## Клубна кар'єра
Роман Степанов є вихованцем луцької «Волині», а розпочав свої виступи у професійному футболі у фарм-клубі лучан — команді «Ковель-Волинь-2», яка виступала на той час у другій українській лізі. У вищому українському дивізіоні в складі «Волині» футболіст дебютував у сезоні 2003—2004 року, вийшовши на заміну в матчі проти донецького «Шахтаря» 16 травня 2004 року. Проте й надалі молодий футболіст не потрапляв до основного складу лучан, і наступний сезон переважно провів у складі іншого фарм-клубу «Волині» — «Ікви» з Млинова. Наступний матч у вищому дивізіоні Роман Степанов зіграв 25 вересня 2005 року проти київського «Динамо», та навіть відзначився забитим м'ячем, хоча це й не врятувало волинян від розгрому з рахунком 7-1. Незважаючи на цей забитий м'яч, футболіст переважно й надалі грав за дублюючий склад команди, а у другій половині сезону грав у оренді за стрийський клуб першої ліги «Газовик-Скала». Із початку сезону 2006—2007 років повернувся до луцького клубу, та зіграв у його складі 10 матчів, проте вже у першій лізі, куди «Волинь» вибула за результатами сезону 2005—2006. На початку 2007 року перейшов до складу білоруського клубу вищої ліги «Динамо» з Берестя. Далі футболіст повернувся в Україну, та грав у складі аматорських футбольних клубів «Водник» із Рівного та ОДЕК з Оржева. З початку 2009 року повернувя до професійного футболу, і протягом 2009 року грав за першоліговий бурштинський «Енергетик». У сезоні 2011—2012 року футболіст грав у першоліговому ФК «Львів». Після цього Роман Степанов виступав лише за аматорські команди. Із 2013 року футболіст виступав за команду «Ласка» з Боратина. Із 2014 року футболіст також паралельно працює тренером у ДЮФШ при футбольному клубі «Волинь». З початку 2015 року Роман Степанов грає за новостворений аматорський ФК «Луцьк», а після зняття клубу з аматорського чемпіонату України став гравцем ФК «Малинськ» із Рівненської області. У 2017 році поновив спортивну кар'єру, знову ставши гравцем «Волині», проте після 14 проведених матчів остаточно припинив виступи на футбольних полях.

## Виступи за збірні
Роман Степанов із 15 років запрошувався до юнацької збірної України різних вікових груп. Усього на юнацькому рівні зіграв за українську збірну 24 матчі, у яких відзначився 4 забитими м'ячами.